# Hibu
Hibu Plc  (anciennement Yell) est une société britannique de marketing d'entreprise située à Reading, au Royaume-Uni. Célèbre pour les Pages Jaunes, Yell.com et la création de sites Web d'entreprise.

## Historique
En mai 2012 Yell change de nom et devient Hibu.